# Кука (футболіст)
Алексі Стівал (порт.-браз. Alexi Stival, більш відомий як Кука (порт.-браз. Cuca; нар. 7 червня 1963, Куритиба) — бразильський футбольний тренер, колишній футболіст-нападник.

## Кар'єра
Народжений 7 червня 1963 року в Куритибі.
Грав, зокрема, у клубах «Греміо», «Інтернасьйонал», «Жувентуде», «Реал Вальядолід», «Палмейрас», «Сантус», «Ремо», «Шапекоенсе».
Тренував клуби «Крузейро», «Атлетіко Мінейро», «Шаньдун», «Палмейрас», «Сантус», «Сан-Паулу».
Серед гравців, з якими працював Стівал, зокрема, був колишній футболіст донецького «Шахтаря» Бернард.
У третій декаді грудня 2021 року подав у відставку з посади головного тренера клубу «Атлетіко Мінейро» та залишив свою посаду з особистих причин. Щоби підстрахуватися, клуб переконав (чи змусив) Стівала підписати обіцянку про те, що він не тренуватиме іншу команду протягом 2022 року.

## Досягнення

### Командні

#### Гравець
- Володар Кубка Бразилії: 1989
- Володар Суперкубка Бразилії: 1990
- Переможець Ліги Гаушу: 1989, 1990, 1991
- Переможець Ліги Катаріненсе: 1996

#### Тренер
- Переможець Ліги Каріока: 2009
- Переможець Ліги Мінейро: 2011, 2012, 2013, 2021
- Володар Кубка Лібертадорес: 2013
- Володар Кубка Китаю: 2014
- Володар Суперкубка Китаю: 2015
- Чемпіон Бразилії: 2016, 2021
- Володар Кубка Бразилії: 2021

### Особисті

#### Тренер
- Тренер року в бразильській Серії A: 2016, 2021
- Тренер року за версією премії «Срібний м'яч»: 2016, 2021